# João Carqueijeiro

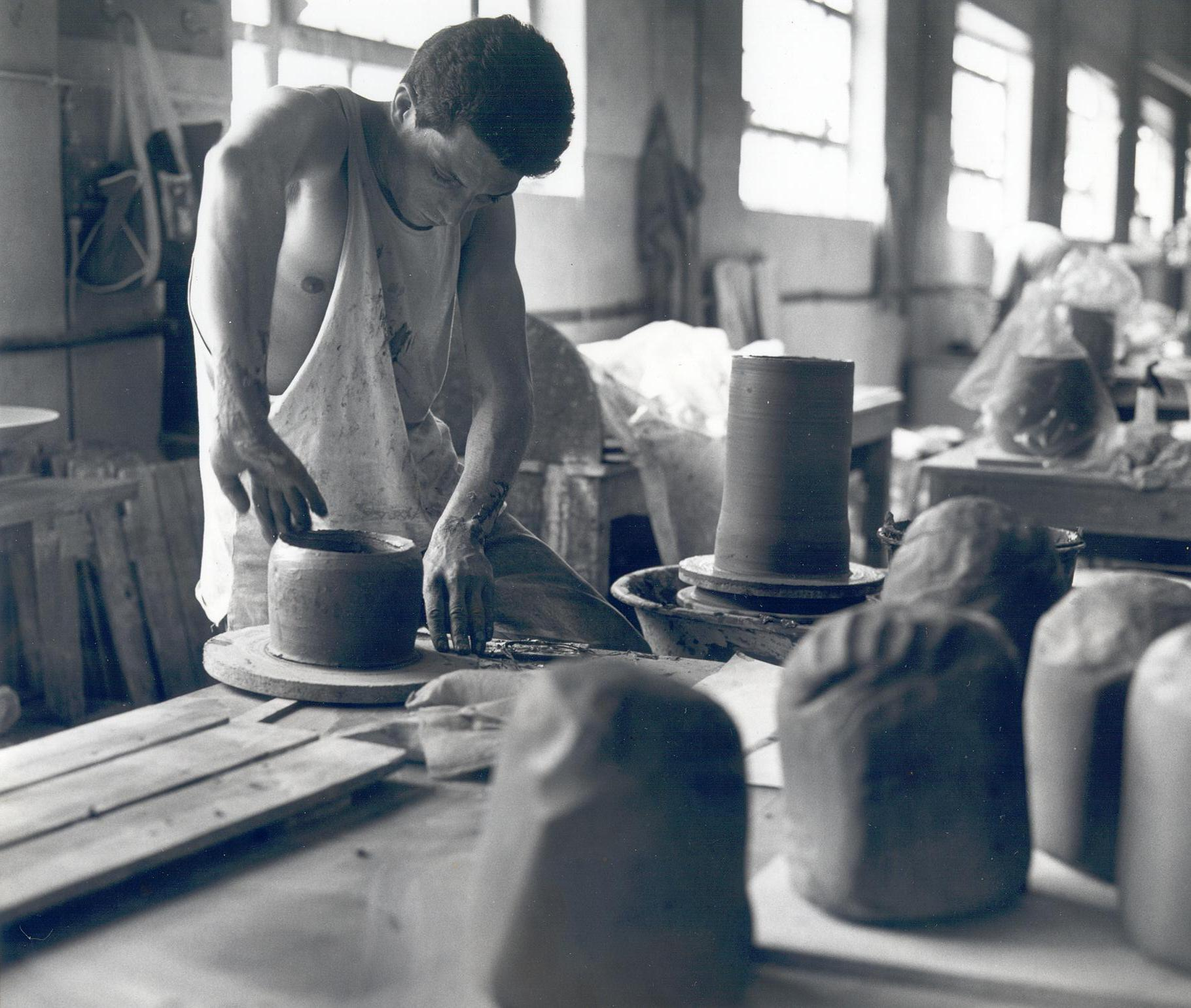
O artista no Simpósio Internacional de Cerâmica de Alcobaça (Portugal) em Julho de 1987.

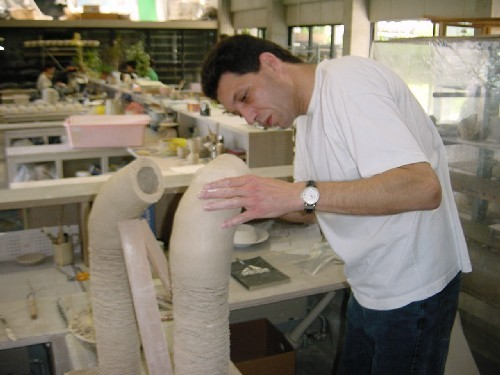
O artista no Atlier Maruo, Setembro 2001, Hondo, Amakusa, Japão.

João Edmundo Lemos Carqueijeiro (Lobito, Angola, 25 de fevereiro de 1954) é um artista plástico português.
Até aos vinte anos de idade viveu em Maputo (Moçambique) e em 1974 mudou-se para o Porto (Portugal).
Foi lá que, em 1982, concluiu o Curso Superior de Desenho (sob orientação do mestre Sá Nogueira) na Cooperativa Árvore (ESAP). Especializou-se ainda na Roda de Oleiro, Vidrados de Grés e Raku, na Escola de Cerâmica de La Bisbal, na Catalunha.
Desde 1981, dedica-se ao ensino da cerâmica, quer no âmbito da Formação Profissional, quer no de especializações, orientação de estágios, workshops e programação de Cursos. É formador de cerâmica desde 1985 e desde 1995 é acreditado pelo Conselho Científico-Pedagógico da Formação Contínua de Professores. É professor dos Cursos Livres de Cerâmica na Cooperativa Árvore desde 1986, da qual é sócio.

## Exposições colectivas
- 1986 – 10º Encontro de Ceramistas Europeus “Perigueux” – (França)
- 1987 – Simpósio Internacional de Cerâmica “Alcobaça” – Alcobaça (Portugal)
- 1988 – Centro de Arte Moderna da Fundação Calouste Gulbenkian – Lisboa (Portugal)
- 1988 – Cerâmica Contemporânea Portuguesa “Leal Senado /Museu Luís de Camões” – N.A.P.E. (Macau)
- 1988 – Galeria Árvore – Porto (Portugal)
- 1988 – “L’Europe Des Céramistes” – Auxerre (França)
- 1989 – Biblioteca Nacional – Lisboa (Portugal)
- 1989 – Palácio dos Anjos – Algés (Portugal)
- 1989 – Bienal Internacional de Cerâmica de Aveiro – Aveiro (Portugal)
- 1989 – “Cinq Jeunes Créateurs Portugais” – "Les Mureaux" (França)
- 1990 – “3 Jovens Ceramistas” Fundação da Juventude – Porto (Portugal)
- 1990 – Encontro Internacional de Cerâmica – Gaia 90 – Vila Nova de Gaia (Portugal)
- 1990 – Encontro Europeu d’ Arte, Palais des Papes – Avinhão (França)
- 1991 – Galeria Magellan – Paris (França)
- 1991 – Galeria Árvore – Porto (Portugal)
- 1992 – “8 Individuelles”, Galerie Magellan – Fontenay-Sous-Bois (França)
- 1992 – Encontro de Escultura Cerâmica Petrogal - Árvore – Porto (Portugal)
- 1994 – Galeria Arménio Losa – São Mamede de Infesta (Portugal)
- 1995 – Bienal Internacional de Cerâmica de Aveiro – Aveiro (Portugal)
- 1995 – Fundação Eng. António de Almeida – Porto (Portugal)
- 1997 – “10 Artistas do Porto em Fafe” - Fafe (Portugal)
- 1997 – Simpósio Luso-Alemão “Silêncios/Stille” Feital – Trancoso (Portugal)
- 1997 – Galeria Arménio Losa – São Mamede de Infesta (Portugal)
- 1997 – Galeria Ao Quadrado – Stª Maria da Feira (Portugal)
- 1998 – Simpósio de Cerâmica de Vila Nova de Cerveira - Portugal
- 1998 - “Silêncios/Stille”, Centro Cultural de Aveiro – Aveiro (Portugal)
- 1998 – Coordenação na realização de Mural Cerâmico para o exterior do Edifício NORTE COOP – São Mamede de Infesta (Portugal)
- 1998 - “Silêncios/Stille”, Ausstellung / Preetz – (Alemanha)
- 1999 – Exposição e Coordenação do “Workshop de RAKU – Atmosfera” Galeria Epicentro – Porto (Portugal)
- 1999 – “Encontro de Cerâmica Figurativa – Figurado” – Museu de Olaria de Barcelos - Barcelos (Portugal)
- 2000 – Coordenação e Exposição do “Workshop de Pratos Modelados” - Galeria Esteta – Porto (Portugal)
- 2000 – Exposição de Natal – Galeria da Cooperativa Gesto – Porto (Portugal)
- 2000 – Exposição de Natal da Galeria da A.M.I. – Porto (Portugal)
- 2001 – Participação no Festival de Cerâmica de Amakusa, Hondo (Japão), como artista convidado, representando Portugal – Realização de um Workshop sobre Azulejaria Tradicional Portuguesa – Exposição de esculturas cerâmicas no City Hall de Amakusa.
- 2003  –  Coordenação e Exposição do Workshop de Cerâmica na XII Bienal de Cerveira 03 de Vila Nova de Cerveira
- 2003 – Apresentação de duas vídeo-instalações “EntreBarreiras” e “XIIBienal03 a preto e branco – Os Gestos_Os Espaços_As Mãos” (co-realização e co-edição com Cristina Leal)
- 2003 – Exposição de Natal na Galeria A.M.I. – Porto (Portugal)
- 2005 – Exposição na Galeria Bobogi – Aveiro (Portugal)
- 2006 - Exposição na Galeria AvizArte - Porto (Portugal)

## Exposições individuais
- 1986 – Galeria “D” – Gondomar (Portugal)
- 1990 – Galeria Labirintho – Porto (Portugal)
- 1993 – Galeria Magellan – Paris (França)
- 1996 – Galeria Labirintho – Porto (Portugal)
- 1996 – Galeria da Câmara Municipal de Aveiro – Aveiro (Portugal)
- 2000 – Galeria Epicentro - Porto (Portugal)
- 2001 – Museu de Olaria de Barcelos – Barcelos (Portugal)

## Prémios
- 1989 – 1º Prémio da II Exposição de Pequeno Formato – Árvore – Porto (Portugal)
- 1989 – Menção Honrosa – Bienal Internacional de Cerâmica de Aveiro – Aveiro (Portugal)
- 1991 – 1º Prémio Cerâmica Criativa – I.E.F.P. (Portugal)

## Colecções
- Museu da Câmara Municipal de Alcobaça - Alcobaça (Portugal)
- Museu do Azulejo – Lisboa (Portugal)
- Museu Luís de Camões - N.A.P.E. (Macau)
- I.E.F.P. – Centros do Porto e Valença (Portugal)
- Museu de Olaria de Barcelos - Barcelos (Portugal)
- City Hall de Amakusa - Hondo (Japão)
- Embaixada Portuguesa em Tóquio - Tóquio (Japão)
- Galeria da Delegação Norte da AMI – Assistência Médica Internacional - Porto (Portugal)
- Museu da Bienal de Cerveira - Vila Nova de Cerveira (Portugal)